# 全国軽自動車協会連合会
一般社団法人全国軽自動車協会連合会（ぜんこくけいじどうしゃきょうかいれんごうかい、英文名称：Japan Mini Vehicle Association）は、軽自動車を製造販売する企業・団体による業界団体。

## 概要
- 事務局所在地 - 〒106-0012　東京都港区芝大門1-1-30　日本自動車会館11階
- 設立 - 1967年1月
- 会長 - 松村　一（全国スズキ会連合会副会長）
- 活動内容 - 軽自動車の普及促進と安全公害対策など

## 軽2輪移管と軽4輪専業化
2019年7月から電算システム化に伴い、名義変更及び廃車などの手続き窓口が、軽2輪（排気量126cm3以上250cm3以下）の手続き窓口が全国の運輸局及び運輸支局へ変更になった。設立以来、2019年6月28日（金）迄、（一社）全国軽自動車協会連合会で登録手続きを担っていた。これを以って、全国軽自動車協会連合会は、軽4輪の手続きを専門に取り扱う。

## 会員
都道府県軽自動車協会
- 札幌地区軽自動車協会
- 函館地区軽自動車協会
- 旭川地区軽自動車協会
- 室蘭地区軽自動車協会
- 釧路軽自動車協会
- 帯広地区軽自動車協会
- 北見地区軽自動車協会
- 青森県軽自動車協会
- 岩手県軽自動車協会
- 宮城県軽自動車協会
- 秋田県軽自動車協会
- 山形県軽自動車協会
- 福島県軽自動車協会
- 茨城県軽自動車協会
- 栃木県軽自動車協会
- 群馬県軽自動車協会
- 埼玉県軽自動車協会
- 千葉県軽自動車協会
- 東京都軽自動車協会
- 神奈川県軽自動車協会
- 山梨県軽自動車協会
- 新潟県軽自動車協会
- 富山県軽自動車協会
- 石川県軽自動車協会
- 長野県軽自動車協会
- 福井県軽自動車協会
- 岐阜県軽自動車協会
- 静岡県軽自動車協会
- 愛知県軽自動車協会
- 三重県軽自動車協会
- 滋賀県軽自動車協会
- 京都府軽自動車協会
- 大阪軽自動車協会
- 奈良県軽自動車協会
- 和歌山県軽自動車協会
- 兵庫県軽自動車協会
- 鳥取県軽自動車協会
- 島根県軽自動車協会
- 岡山県軽自動車協会
- 広島県軽自動車協会
- 山口県軽自動車協会
- 徳島県軽自動車協会
- 香川県軽自動車協会
- 愛媛県軽自動車協会
- 高知県軽自動車協会
- 福岡県軽自動車協会
- 佐賀県軽自動車協会
- 長崎県軽自動車協会
- 熊本県軽自動車協会
- 大分県軽自動車協会
- 宮崎県軽自動車協会
- 鹿児島県軽自動車協会
- 沖縄県軽自動車協会

販売店会
- 全国スズキ会連合会
- ダイハツ自動車販売協会
- 三菱自動車販売協会
- 全国スバル自動車販売協会
- ホンダ自動車販売店協会
- 全国マツダ販売店協会
- 日産自動車販売協会
- トヨタ自動車販売店協会
- 全国ホンダ二輪会
- 全国スズキ二輪会
- 全国ヤマハ会
- 全国カワサキ会

製造業
- スズキ
- ダイハツ工業
- 三菱自動車工業
- SUBARU
- 本田技研工業
- マツダ
- 日産自動車
- トヨタ自動車
- ヤマハ発動機
- 川崎重工業